# Arcbotant

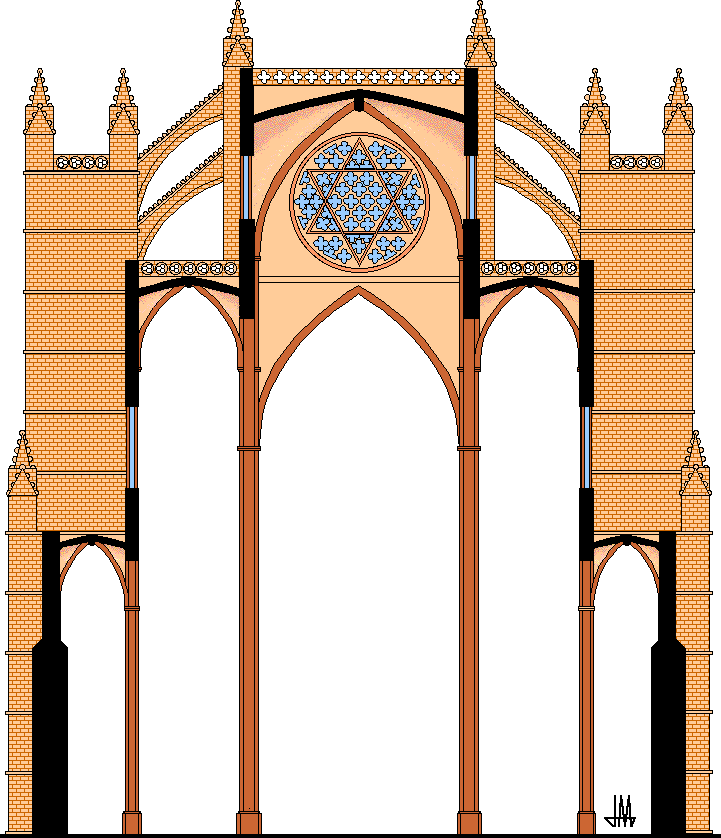

Un arc arcbotant, generalment en edificis religiosos gòtics, és un element estructural exterior amb forma de mig arc que transmet part de l'empenta de les voltes sobre un contrafort o estrep exterior de l'edifici, adossat al mur d'una nau. Contraposa les espentes laterals de l'estructura, fraccionant gradualment les espentes horitzontals fins a eliminar-les. Permet l'elevació de l'edifici contenint l'energia de l'espenta, cosa impossible de realitzar en un edifici d'obra simple. A vegades, per la gran altura de la volta, s'utilitzen dos arcs, un damunt de l'altre. És un element constructiu distintiu de l'arquitectura gòtica, junt amb l'arc apuntat i la volta de creueria.
Com a arc exterior de descàrrega sol estar en posició inclinada (rampant), ja que té les arrancades a diferent altura. L'arcbotant forma part de l'estructura gòtica, però només s'aprecia des de l'exterior. La part inferior es recolza en un estrep, contrafort, o boterell; i la part superior servix de sosteniment, generalment, a una volta de creueria. Un pinacle corona l'estrep, decorant-lo, denominant-se agulla quan és molt elevat.

## Història

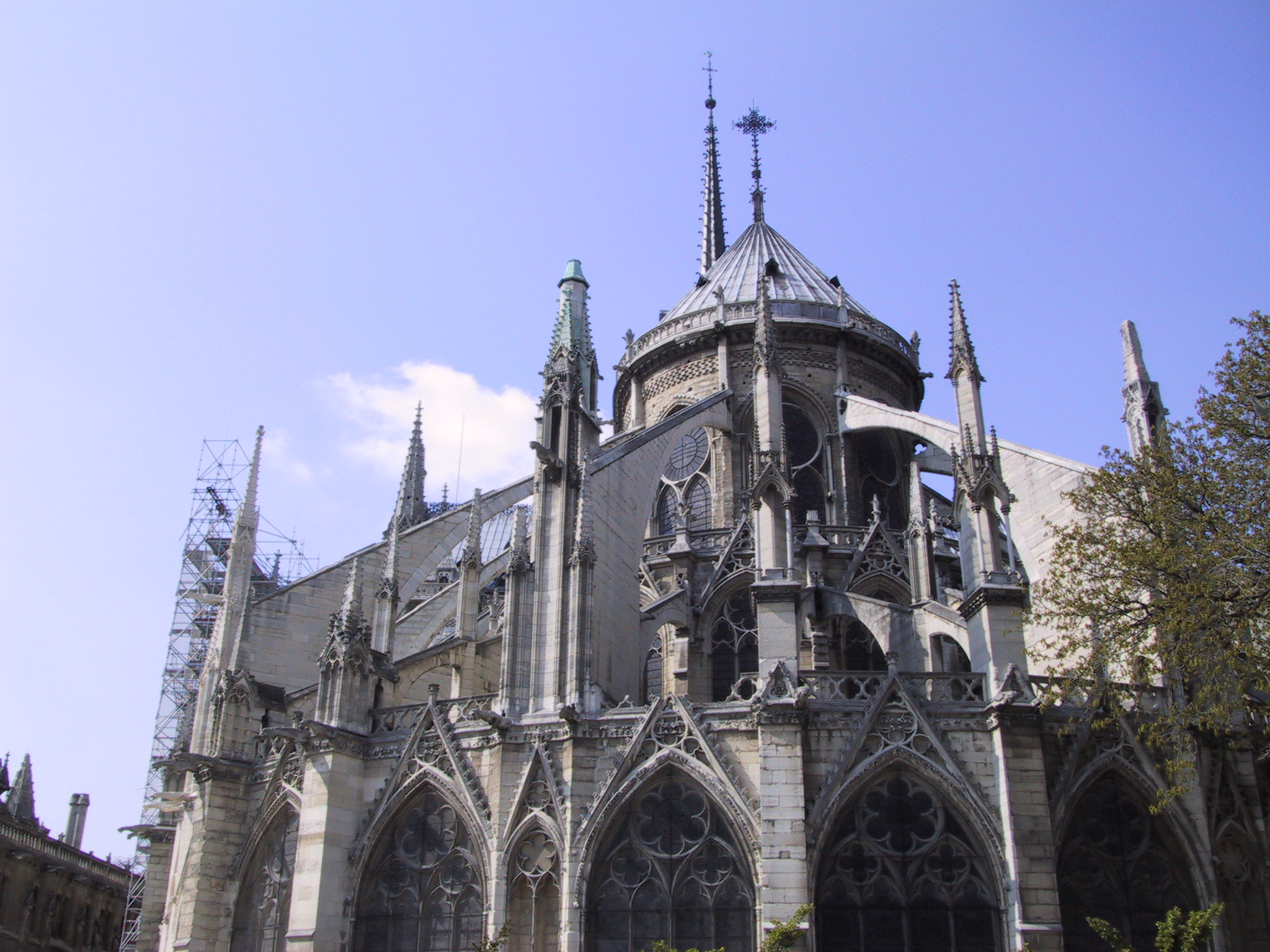
Notre-Dame de París

Va ser emprat pels romans i en les primeres obres romàniques, però generalment s'emmascarava amb altres construccions o s'amagava davall un sostre. Apareix en el cor de la catedral normanda de Durham entorn del 1100, com a primera evolució del contrafort amb obertura de pas. Ací no tenia encara la funció d'equilibri de les forces laterals de l'obra, simplement facilitava la col·locació de la coberta.
En 1180 es va utilitzar en la construcció de la nau central de la Mare de Déu de París, per a reforçar la seva volta d'ogives. Per mitjà d'arcbotants es va aconseguir transmetre les pressions laterals des de l'arrancada de les voltes altes de la nau central fins als contraforts de l'exterior de les naus laterals més baixes. D'esta manera la pressió lateral exercida per la volta no descansava únicament sobre els pilars, encarregant-se aquests últims de les pressions verticals de la volta, permetent obrir majors vans en els murs de la nau central. Combinat amb l'arc apuntat, es va aconseguir elevar l'altura de l'edifici, gràcies a la verticalitat d'aquest. Cada vegada es va reconèixer més com a element estructural al mateix temps que decoratiu, accentuant les seves característiques, com en les catedrals de Chartres, Le Mans, Notre-Dame de París, Beauvais, Sainte-Chapelle, Burgos, Catedral de Mallorca, Lleó, etc.

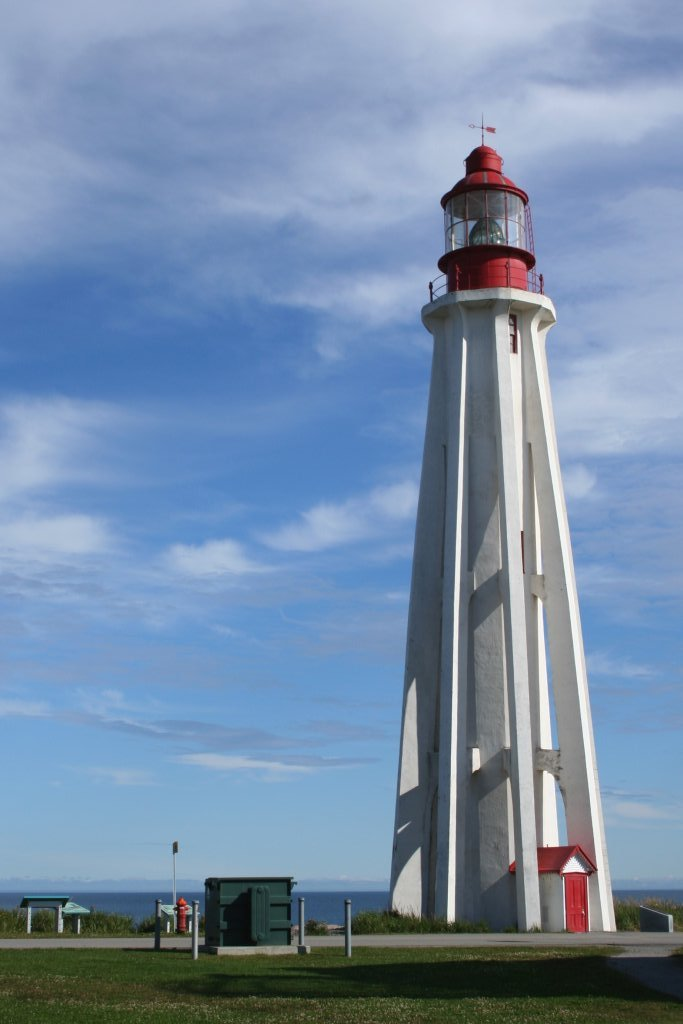
El far de Pointe-au-Père (Canadà), construït en 1909 per William P. Anderson

Aquest sistema va substituir als estreps utilitzats en el romànic per a contrarestar les espentes laterals de la volta. A l'alliberar-se el mur de la funció de contrafort, es van poder fer més alts i esvelts, propiciant l'entrada de llum a través dels vitralls. Més tard i a fi d'evitar el desplaçament dels contraforts per l'espenta dels arcbotants i, al seu torn, contribuir a este efecte ascendent de l'arquitectura gòtica, se'ls va coronar amb un pinacle o pilar acabat en forma piramidal en la seua part superior. L'arcbotant també s'utilitza per a conduir a l'exterior l'aigua de pluja de les cobertes, adornant-se estos desaigües habitualment amb figures grotesques, les quals reben el nom de gàrgoles.
Va ser un dels elements fonamentals per a la creació d'una nova estètica, basada en la reducció estructural, que la va diferenciar profundament de l'estètica arquitectònica romànica precedent.
En els inicis del segle xx, la tècnica de l'arcbotant ha sigut reutilitzada per William P. Anderson, enginyer cap i superintendent de fars del Ministeri Canadenc de la Marina i Pesca entre 1908 i 1910 per a construir nous fars en les costes canadenques.

## Cronologia en imatges

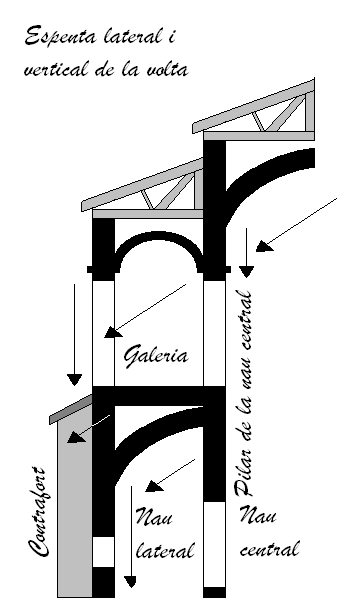
Art Romànic: Espenta lateral i vertical de la volta.
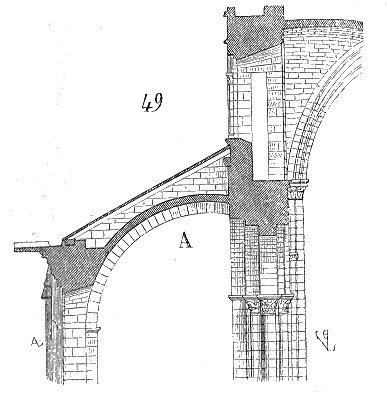
Segle XI: Abadia dels hòmens, Caen.
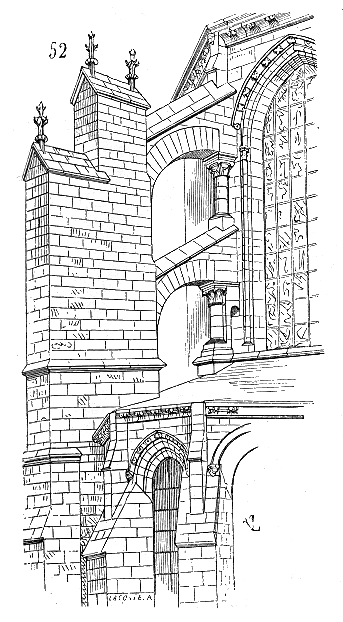
Inicis del Segle XIII: Catedral de Soissons.
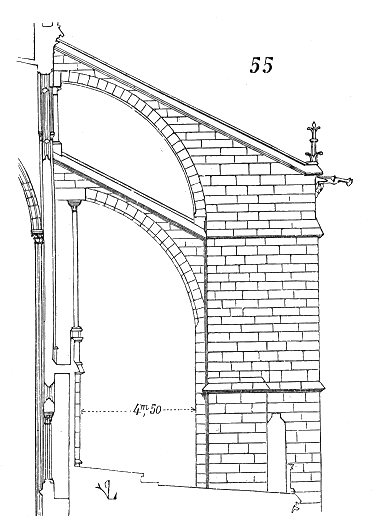
Segle XIII: Basílica de Saint-Denis.
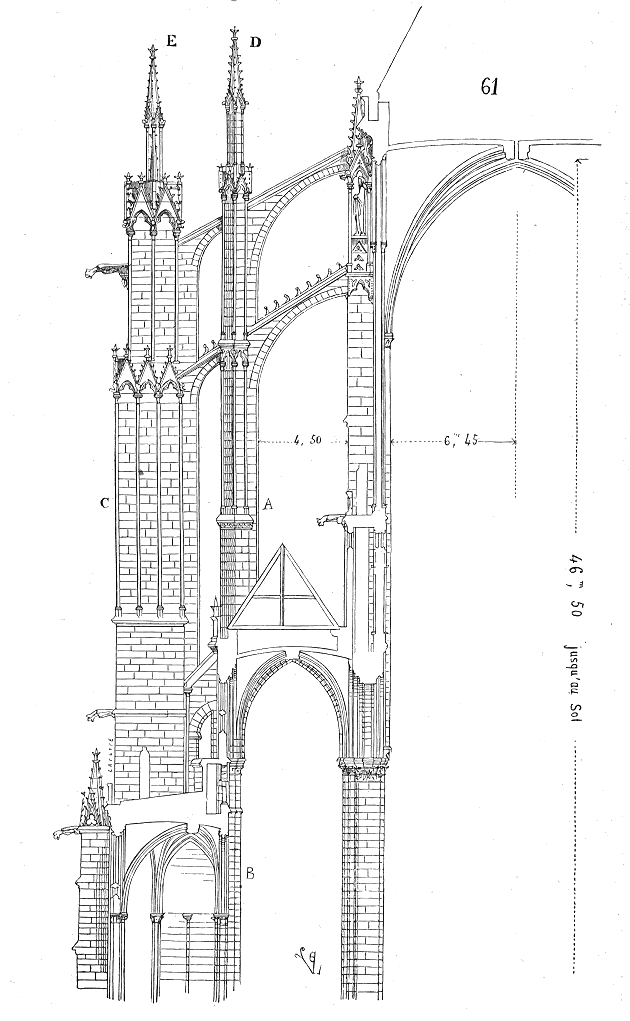
Segle XIII: Catedral de Beauvais.
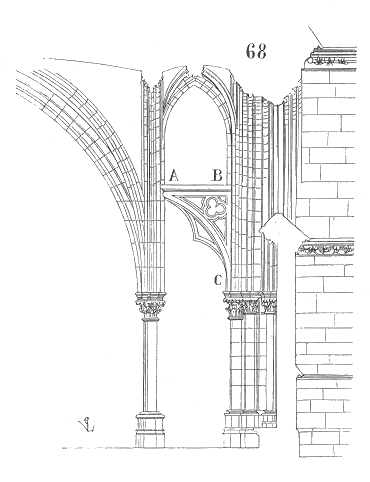
Segle XIII: Sainte-Chapelle.
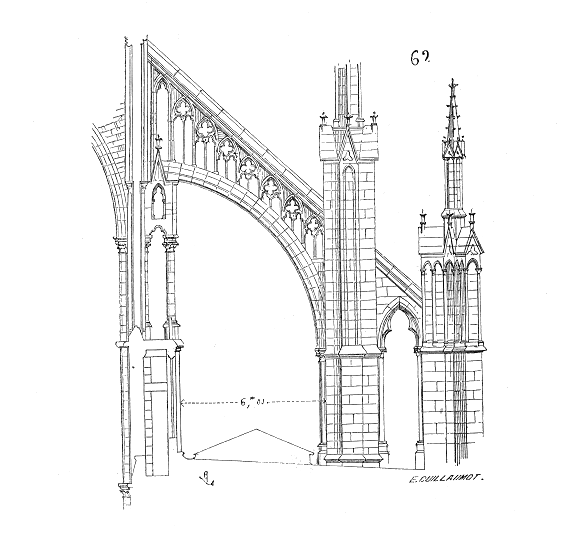
Finals del Segle XIII: Catedral Notre-Dame d'Amiens.
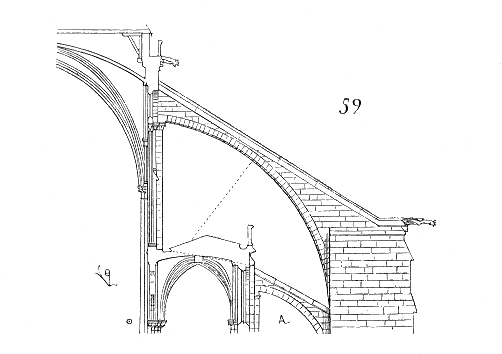
Segle XIV: Notre-Dame de París.
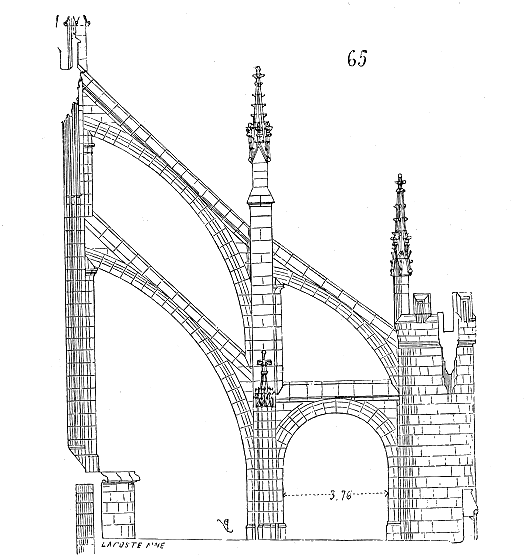
Segle XIV: Catedral de Narbona.
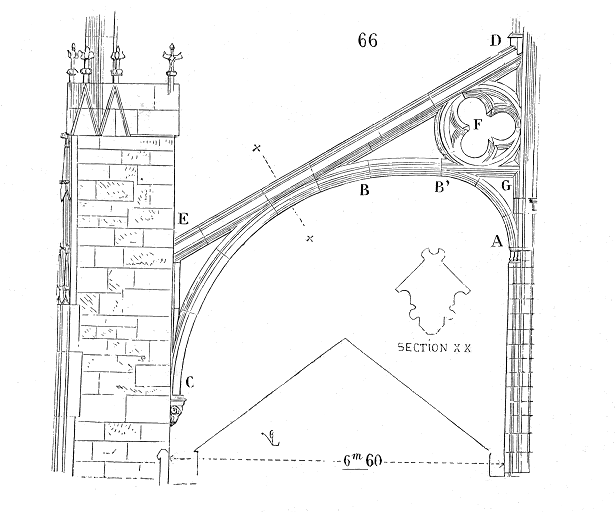
Segle XIV: Església Sant Urbà a Troyes.
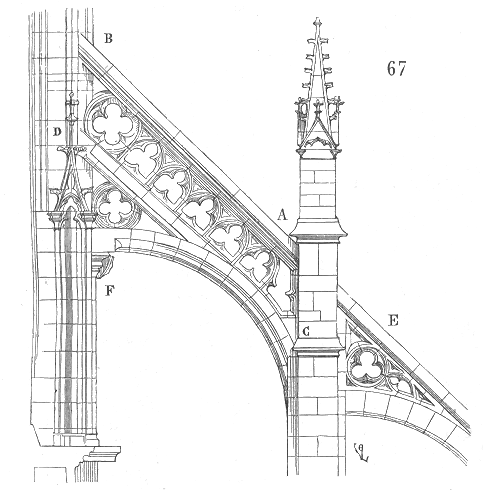
Segle XV: Catedral de Troyes.
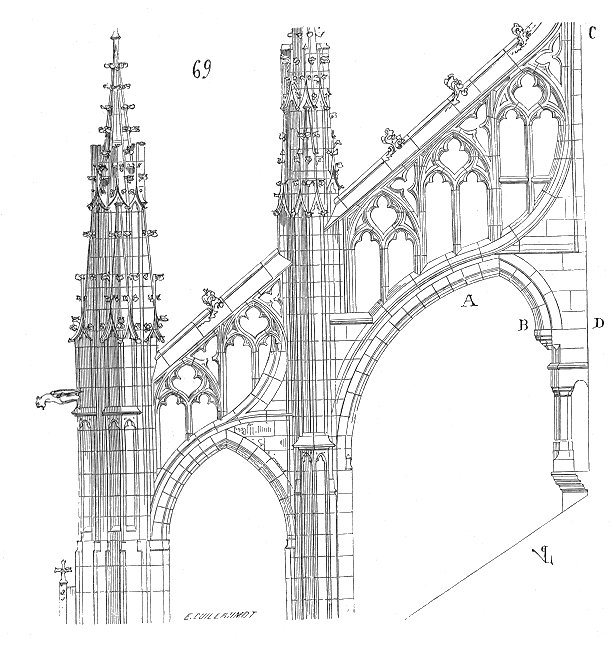
Principins del Segle XV: església de Sant Wulfran a Abbeville

## Exemples fotogràfics d'arcbotants

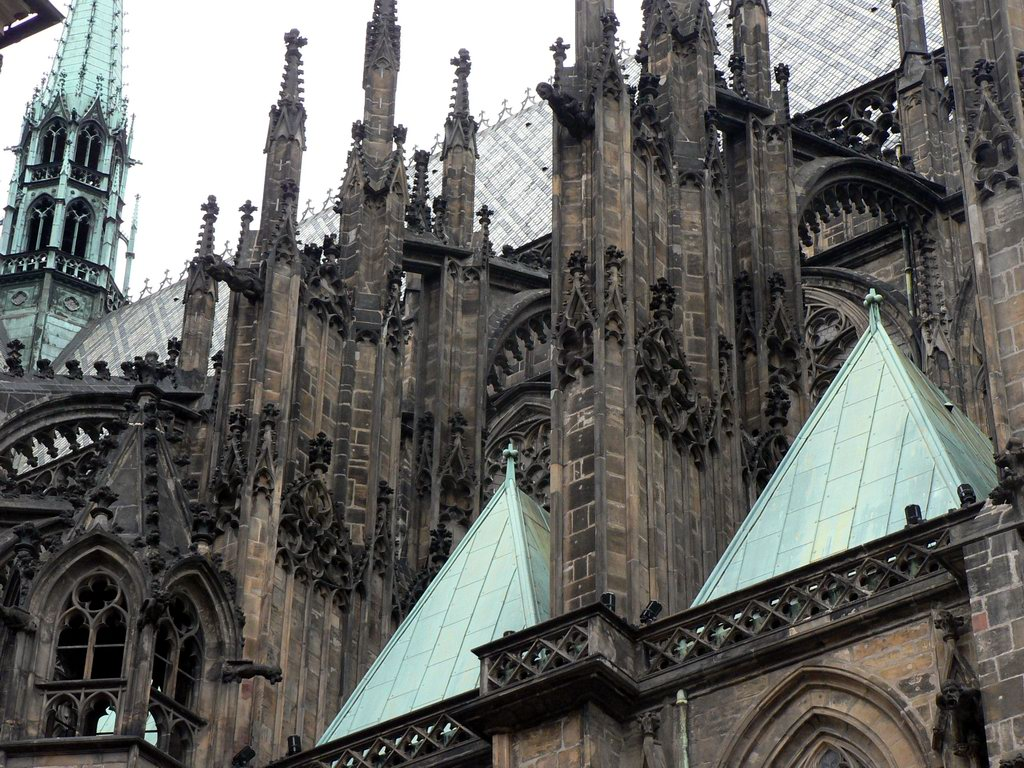
Catedral de Praga
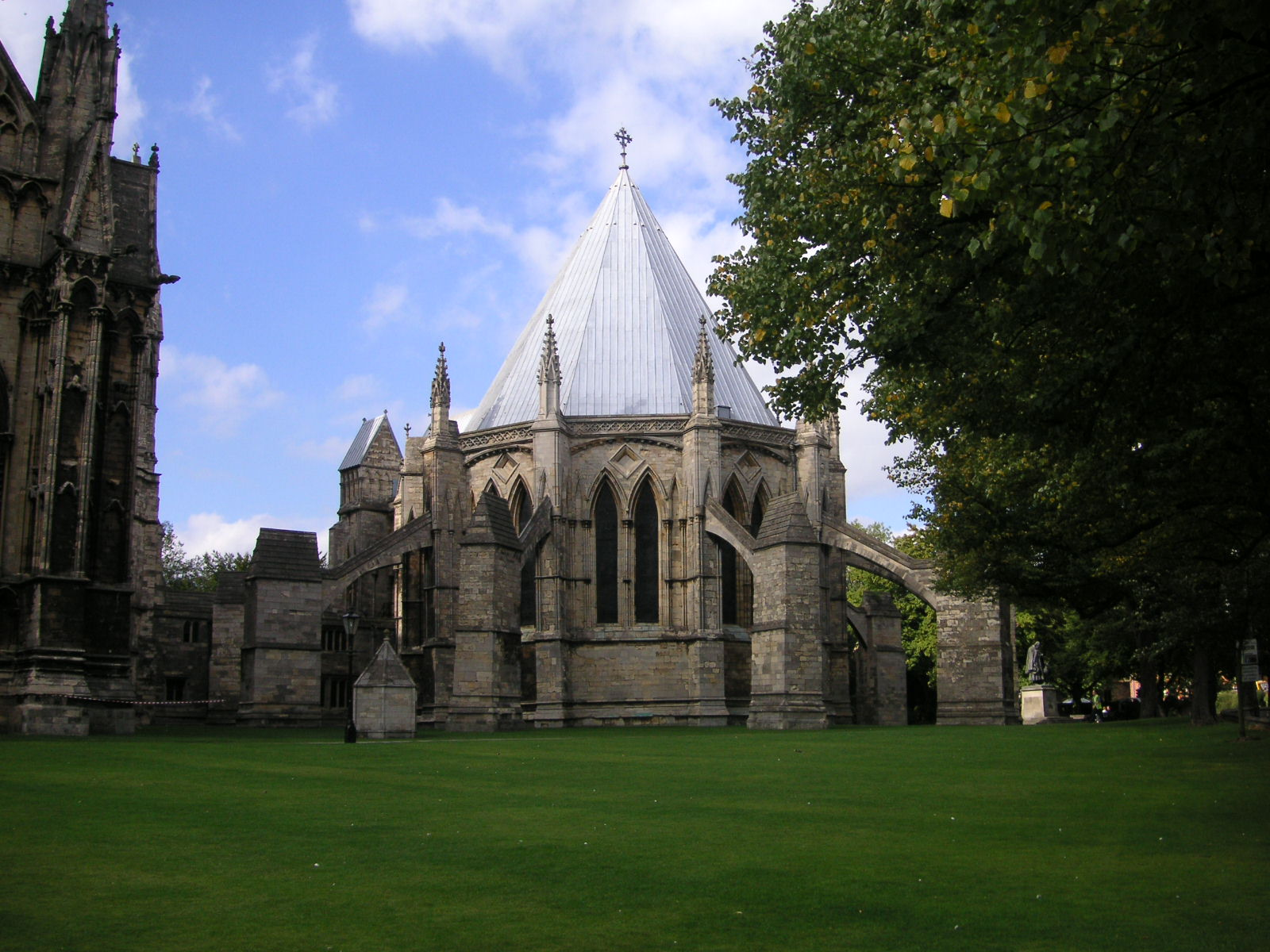
Catedral de Lincoln
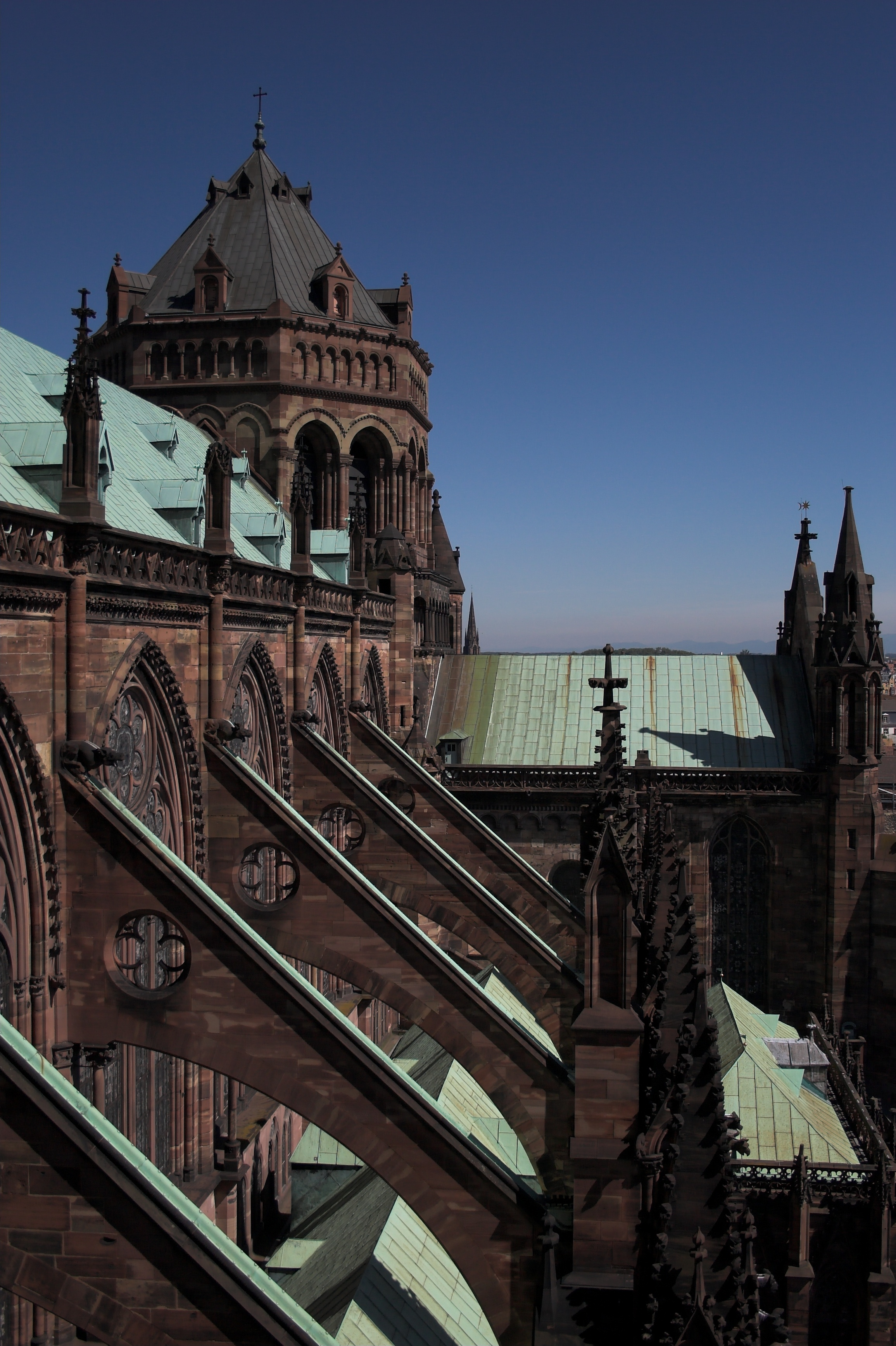
Catedral d'Estrasburg
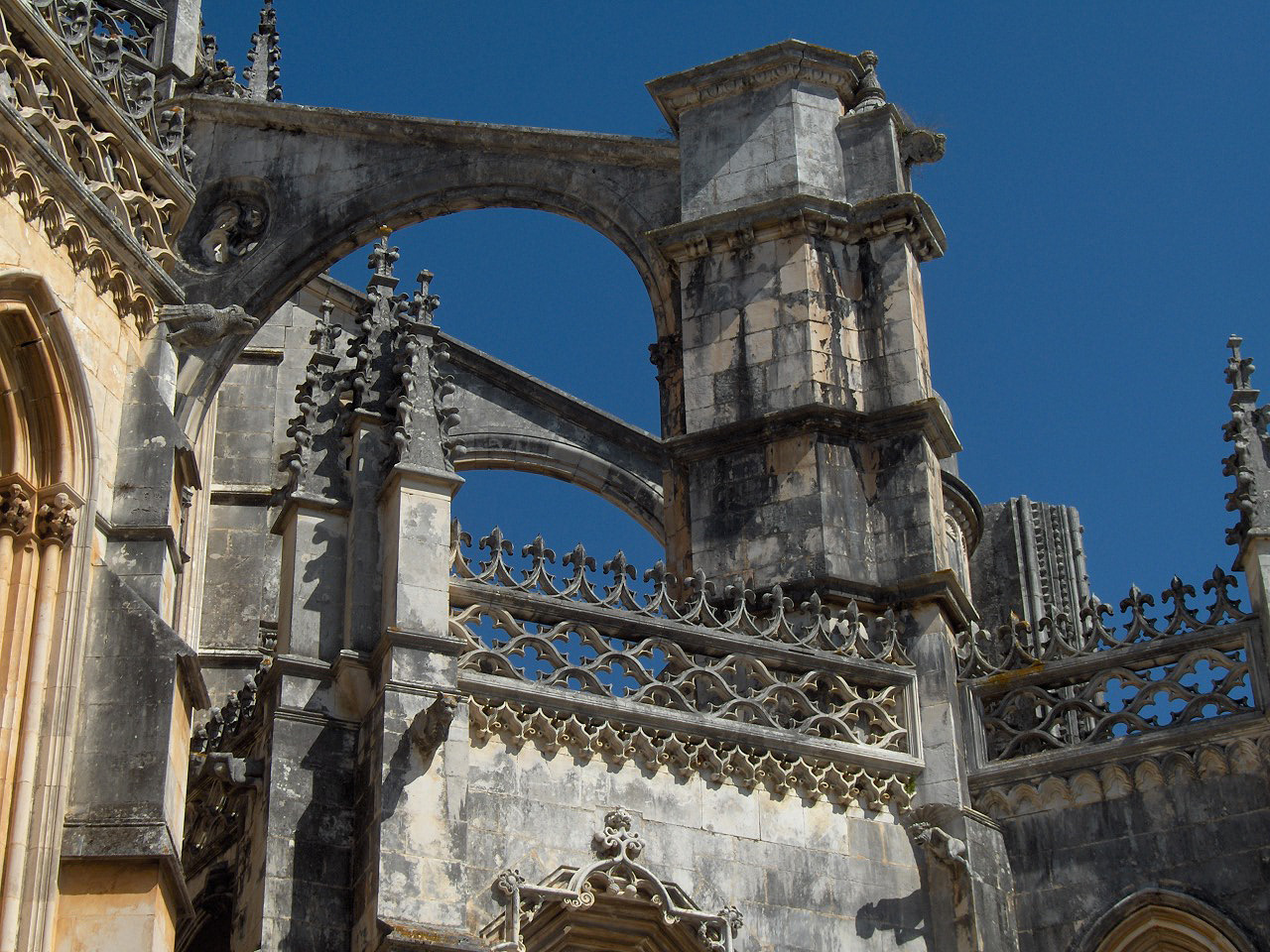
Monestir de Batalha